# Cyanolyca pumilo
Cyanolyca pumilo, черногърлена сойка е вид птица от семейство Вранови (Corvidae).

## Разпространение
Видът е разпространен в Гватемала, Мексико, Салвадор и Хондурас.